# Phelonion
El phelonion (griego: φαιλόνιον, plural, φαιλόνια, phailónia; latino: paenula) es un vestimenta litúrgica llevada por un sacerdote de la tradición cristiana Oriental. Es equivalente a la casulla del cristianismo Occidental.

## Historia
Como la casulla, el phelonion era originalmente una clase de poncho, vestimenta cónica con un agujero en el medio para la cabeza, el cual caía a los pies por todos los  lados. Deriva de la paenula civil romana, y está hecha de lana, seda, o lino. A diferencia de la casulla, se usa en toda las funciones litúrgicas, no sólo en la Eucaristía. Se utilizó desde el sexto siglo para sacerdotes, obispos, y también órdenes menores, y puede ser visto en los mosaicos en Ravena y la Basílica eufrasiana en Poreč. El phelonion está descrito en el Menologio de Basilio II. Se pliega por encima de los codos para liberar los brazos y manos.
En su forma presente (que data aproximadamente al decimoquinto siglo) el frente es en gran parte cortado (desde la cintura para abajo) para facilitar los movimientos de las manos del sacerdote. En Rusia el frente más largo era común hasta tiempos recientes.  El uso del phelonion no se limita a la Liturgia Divina estando especificado para cualquier función litúrgica importante. Es también llamado phenolion (φαινόλιον; plural phenolia φαινόλια) en algunos libros.

### Polystavrion
Originalmente los obispos utilizaban un phelonion idéntico al usado por los sacerdotes, siendo de cualquier color sólido. Empezando en el siglo XI, un phelonion especial, llamado polystavrion o polystaurion ("muchas cruces") empezó a ser utilizado por ciertos prelados, siendo hecho de tela tramada o bordada con un patrón de cruces múltiples. El canonista del siglo XII Teodoro Balsamón lo consideró estrictamente reservado para el patriarca. Ningún polystavrion ha sobrevivido del periodo bizantino, habiendo sido gradualmente suplantado por el sakkos.

## Estilos
Hay dos estilos principales de phelonion. Los phelonia bizantinos o de estilo griego se ajustan a los hombros, mientras que los phelonia de estilo ruso (Фелонь, felon) tienen un cuello alto, que cubre el dorso de la cabeza. Existe también un phelonion acortado (Фелончик, felonchik) que es llevado por un lector en su Tonsura. Este pequeño phelonion es todavía llevado por los servidores de altar en iglesias de Viejos creyentes. El estilo griego de phelonion es, en general, llevado por aquellos con lazos históricos y  geográficos con el Patriarca de Constantinopla, que incluiría cristianos ortodoxos en el Oriente Medio, Grecia, los Balcanes, Rumanía, Bulgaria, así como a los griego-católicos y a los ortodoxos en Ucrania occidental.

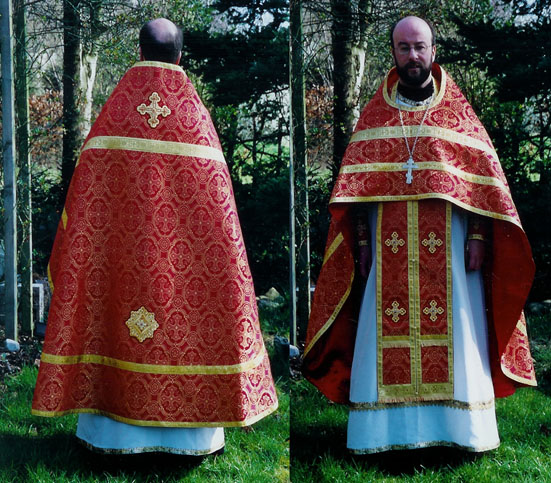
Ruso-estilo phelonion visto del posterior y frente (Padre Sergi Standhart de la Iglesia ortodoxa rusa en Ámsterdam).

El estilo ruso del phelonion es utilizado por la Iglesia ortodoxa de Rusia, la Iglesia ortodoxa autocéfala ucraniana, los ucranianos ortodoxos (patriarcado de Moscú), la Iglesia ortodoxa de Polonia, así como por la Iglesia ortodoxa en América. Existe también una versión utilizada por algunos ucranianos y búlgaros ortodoxos que está a medio camino entre los estilos rusos y griegos.
Un obispo que desea servir una Liturgia Divina como sacerdote (esto es sin los ritos especiales y oraciones de la Liturgia Divina Jerárquica)  puede utilizar un phelonion en vez de su sakkos, pero con el omoforio alrededor de su cuello. Esto también sucede en la Liturgia de Santiago. 
En las Iglesias ortodoxas orientales, el phelonion es a menudo solamente ajustado en el cuello, siendo más abierto que el estilo bizantino, pareciéndose a una capa pluvial. 
Sus varios nombres son phanolion (Iglesia copta ortodoxa), paynā (Iglesia asiria del Oriente), phayno (Iglesia ortodoxa siriana), šurdzar (Iglesia apostólica armenia) y kāppā (Iglesia ortodoxa de Etiopíaico). Estos paramentos son llevados tanto por obispos como por sacerdotes.